# BMW E9
BMW New Six kodnog imena E9 je coupe pokretan benzinskim rednim 6 motorima. Za BMW ga je proizvodio Karmann. E9 modeli su dobili imena po obujmu motora, CS oznaci za Coupe Sport, L slovu za Lightweight odnosno olakšanu inačicu i slovom i za ubrizgavanje goriva. Najpoznatija inačica je trkaći 3.0 CSL koji je osvojio mnoga natjecanja a BMW je proizveo radi homologacije i cestovnu verziju.

## Modeli i motori
| Model   | Kapacitet | Snaga (KS) | Okr. Moment | Proizvodnja   |
| ------- | --------- | ---------- | ----------- | ------------- |
| 2,5 CS  | 2492      | 150        | 211         | 1974. – 1975. |
| CS 2800 | 2788      | 170        | 235         | 1968. – 1971. |
| CS 3,0  | 2985      | 180        | 255         | 1971. – 1975. |
| 3,0 CSi | 2985      | 200        | 272         | 1971. – 1975. |
| 3,0 CSL | 2985      | 180        | 255         | 1971. – 1972. |
| 3,0 CSL | 3003      | 200        | 272         | 1972. – 1973. |
| 3,0 CSL | 3153      | 206        | 286         | 1973. – 1975. |

## 2.5 CS
Zadnja verzija E9 će biti predstavljena kao 2.5CS 1974. godine. To je bio odgovor na naftnu krizu 1973. Ovaj model je imao ekonomičniji 2,5 litreni motor, razvijao je 150 ks na 6000 o/min. 874 automobila su proizvedena i nije se prodavao u Sjevernoj Americi.

## 3.0 CSL
3.0 CSL je predstavljen u svibnju 1972. godine kao homologacijski model da bi se mogao natjecati u Europskom prvenstvu turističkih automobila. Slovo L nije značilo veći međuosovinski razmak nego olakšanu inačicu modela. CSL nije koristio normalan čelik za proizvodnju karoserije, koristio se tanji čelik. CSL nije imao zvučnu izolaciju niti luksuzne dijelove. Aluminij je korišten za vrata, haubu i poklopac gepeka. Obično staklo je zamijenjeno lakšim. Uvoznik za Veliku Britaniju je izinstirao da 500 automobila koje uvozi moraju imati zvučnu izolaciju, električne podizače prozora i standardne odbojnike poput običnih E9 modela.

Prvi automobil u BMW Art Car projektu je bio 3.0 CSL.